# Ahmed Samy
Ahmed Samy Saad, noto semplicemente come Ahmed Samy (in arabo أحمد سامي سعد‎?; 1º aprile 1992), è un calciatore egiziano, difensore del Pyramids e della nazionale egiziana.

## Carriera

### Club
Ha giocato nella prima divisione egiziana.

### Nazionale
Il 30 dicembre 2023 viene incluso dal CT Rui Vitória nella rosa dei 27 convocati per la fase finale della Coppa d'Africa 2023, disputata in Costa d'Avorio. L'Egitto verrà eliminato agli ottavi di finale dalla RD del Congo ai calci di rigore.

## Statistiche

### Cronologia presenze e reti in nazionale
| Cronologia completa delle presenze e delle reti in nazionale ― Egitto | Cronologia completa delle presenze e delle reti in nazionale ― Egitto | Cronologia completa delle presenze e delle reti in nazionale ― Egitto | Cronologia completa delle presenze e delle reti in nazionale ― Egitto | Cronologia completa delle presenze e delle reti in nazionale ― Egitto | Cronologia completa delle presenze e delle reti in nazionale ― Egitto | Cronologia completa delle presenze e delle reti in nazionale ― Egitto | Cronologia completa delle presenze e delle reti in nazionale ― Egitto |
| Data                                                                  | Città                                                                 | In casa                                                               | Risultato                                                             | Ospiti                                                                | Competizione                                                          | Reti                                                                  | Note                                                                  |
| --------------------------------------------------------------------- | --------------------------------------------------------------------- | --------------------------------------------------------------------- | --------------------------------------------------------------------- | --------------------------------------------------------------------- | --------------------------------------------------------------------- | --------------------------------------------------------------------- | --------------------------------------------------------------------- |
| 16-11-2023                                                            | Il Cairo                                                              | Egitto                                                                | 6 – 0                                                                 | Gibuti                                                                | Qual. Mondiali 2026                                                   | -                                                                     |                                                                       |
| Totale                                                                |                                                                       | Presenze                                                              | 1                                                                     |                                                                       | Reti                                                                  | 0                                                                     |                                                                       |

## Palmarès

### Club

#### Competizioni nazionali
- Coppa d'Egitto: 1

Pyramids: 2023-2024

#### Competizioni internazionali
- CAF Champions League: 1

Pyramids: 2024-2025